# Tejadillos (kommunhuvudort)
Tejadillos är en kommunhuvudort i Spanien.   Den ligger i provinsen Provincia de Cuenca och regionen Kastilien-La Mancha, i den centrala delen av landet, 180 km öster om huvudstaden Madrid. Tejadillos ligger 1 210 meter över havet och antalet invånare är 176.
Terrängen runt Tejadillos är huvudsakligen lite kuperad. Tejadillos ligger nere i en dal. Runt Tejadillos är det mycket glesbefolkat, med 3 invånare per kvadratkilometer. Närmaste större samhälle är Cañete, 9,4 km söder om Tejadillos. 